# 20478 Rutenberg
20478 Rutenberg è un asteroide della fascia principale. Scoperto nel 1999, presenta un'orbita caratterizzata da un semiasse maggiore pari a 2,5997108 UA e da un'eccentricità di 0,1711301, inclinata di 5,97309° rispetto all'eclittica.